# 伏石泰宏
伏石 泰宏 （ふせいし やすひろ、1974年9月27日 - ）は、日本の元俳優。香川県出身。

## 当時の所属事務所
北区つかこうへい劇団　→　アァベェベェ

## 人物

### 受賞
- 第6回ジュノン・スーパーボーイ・コンテスト 審査員特別賞

## 出演

### テレビドラマ
- オ・ト・ナにして 〜 コンプレックス・ブルー （1995年、テレビ朝日）
- 木曜の怪談 第6回「秘密の仲間」 （1995年12月14日、フジテレビ）
- 銀狼怪奇ファイル FILE 1・2「首なしライダー」 （1996年1月13日・20日、日本テレビ） - 黒田 役
- 東京SEX 第19話「欲しがる女」 （1996年2月26日、フジテレビ）
- 将太の寿司 （1996年4月19日 - 9月20日、フジテレビ）
- 愛の風 〜やる気にさせるマーケット〜 （1996年10月4日 - 1997年3月14日、フジテレビ）
- ガラスの靴 a Cinderella Story （1997年4月9日 - 6月25日、日本テレビ） - 岡田祐司 役
- 大家族デカ1（1997年） ‐ 高城郁也
- 恋のためらい （1997年10月10日 - 12月19日、TBS） - 立花洋介 役
- Jelly in the Merry-go-round （1998年4月4日 - 1998年6月27日、テレビ東京）
- せつない TOKYO HEART BREAK 第12話「火曜日の夢」 （1998年、テレビ朝日）
- ケイゾク 第8話「さらば愛しき殺人鬼」 （1999年2月26日、TBS） - 嶋村一郎 役
- シンデレラは眠らない （2000年1月10日 - 3月6日、日本テレビ） - 河井晶 役
- サイコドクター （2002年10月9日 - 12月18日、日本テレビ） - 犀川刑事 役

その他多数

### バラエティ
- 世界ウルルン滞在記 （TBS）

### 舞台
- 北区つかこうへい劇団
  - 旗揚げ公演『つか版・北区お笑い忠臣蔵』 （1995年）

### 映画
- 『12＜Twelve＞〜天願大介の12幕〜』第七幕「秘密の放課後」

### CM
- J-PHONE
- ヱビスビール